# Lang lebe die Königin (1995)
Lang lebe die Königin (niederländisch Lang Leve de Koningin) ist ein niederländischer Kinderfilm aus dem Jahr 1995 von Esmé Lammers mit Tiba Tossijn in der Hauptrolle als Sara und Monique van de Ven als die weiße Königin aus dem Schachspiel. Der Film war Eröffnungsfilm beim Cinekidfestival 1995 und gewann 1996 ein Gouden Kalf als bester langer Spielfilm. Vom Filmmaterial gibt es eine etwa 150 Minuten lange Fassung, welche in 6 Episoden ausgestrahlt wird. Weiters gibt es eine 118 Minuten lange Fassung, welche ein- oder zweiteilig ausgestrahlt wird (zweiteilig 1997 bei KiKA). Die kürzere Fassung des Films  ist in der niederländischen Originalfassung und seit 2017 auch als deutsch synchronisierte Fassung auf DVD veröffentlicht.

## Inhalt
Die achtjährige Sara lebt in einer kleinen Stadt in den Niederlanden bei ihrer alleinerziehenden Mutter und ihrem Opa. Von ihrem Vater weiß sie nur, dass er in Südafrika lebt. Mehr will ihre Mutter ihr erst erzählen, wenn Sara 16 ist. In der Schule steht sie so schlecht, dass ihre Versetzung gefährdet ist, da sie während des Unterrichts lieber träumend aus dem Fenster sieht. Ihr Klassenlehrer vereinbart darum mit ihrer Mutter Nachhilfeunterricht. Von ihrem Taschengeld kauft Sara im Laden des Vaters ihres Schulfreundes Victor ein besonderes Schachspiel. Victor bringt ihr das Schachspiel bei, indem er ihr die Geschichte vorliest, wie die weiße Königin das Schachspiel erfindet, um den weißen König vom Kriegführen abzuhalten. Diese Geschichte regt Saras Fantasie an, so dass sie Teil des Geschehens im Reich der weißen Königin wird und auch sonst mit den Schachfiguren kommuniziert. Aufgrund einer Verabredung mit der weißen Königin zum ersten Probespiel flüchtet Sara aus dem Nachhilfeunterricht. In diesem Probespiel leitet Sara erfolgreich die schwarzen Spielfiguren und gewinnt so gegen den weißen König. Dieser ist dennoch von dem neuen Spiel begeistert. Im Simultanschachturnier gegen ihren Klassenlehrer gewinnt sie mit Unterstützung der weißen Königin als einzige aus ihrer Klasse. Durch diesen Sieg kann sie an einem Simultanschachturnier gegen den Großmeister Bob Hooke aus Südafrika teilnehmen, von dem sie vermutet, dass er ihr Vater ist.

## Buch
Esmé Lammers schrieb auch das gleichnamige Kinderbuch, die deutschsprachige Ausgabe erschien im Verlag Freies Geistesleben.